# A Place Where We Could Go
Albums de Jeremy Jay
Airwalker E.P
(2007) Slow Dance
(2009)
A Place Where We Could Go est le premier album de Jeremy Jay. En France, le disque a suscité un vif enthousiasme de la part de la critique, auprès du mensuel Magic en particulier.

## Liste des titres
| No  | Titre                       | Durée |
| --- | --------------------------- | ----- |
| 1.  | Nite Nite                   |       |
| 2.  | Heavenly Creatures          |       |
| 3.  | Beautiful Rebel             |       |
| 4.  | The Living Dolls            |       |
| 5.  | Escape to Aspen             |       |
| 6.  | Till We Meet Again          |       |
| 7.  | A Place Where We Could Go   |       |
| 8.  | While the City Sleeps       |       |
| 9.  | Hold Me in Your Arms Tonite |       |
| 10. | Someone Cares               |       |